# Llista de bisbes de les Canàries

## Bisbes deTelde
El 7 de novembre de 1351, el papa Climent VI creà el Bisbat de la Fortuna a les Illes Canàries, més tard conegut amb el nom de Bisbat de Telde, el bisbat fou ocupat successivament per religiosos mallorquins, fins que el 1411 les fonts deixen de parlar-ne.
- Bernat Font (1351-1354), Carmelita
- Bartomeu (1361-1362), dominic, possiblement Bartomeu Ferrer
- Bonanat Tarí (1369-1392), franciscà
- Jaume Olsina (1392-1411), dominic, Bisbe Auxiliar de Saragossa

## Bisbes aRubicón,Lanzarote
- Alfonso Sanlúcar de Barrameda (1404–1417)
- Mendo de Viedma (1417–1431)
- Fernando de Talmonte (1431–1436)
- Francisco de Moya (1436–1441)
- Juan Cid (1441–1459)
- Roberto (1459–1460)
- Diego López de Illescas (1460–1468)
- Martín de Rojas (1468–1470)
- Juan de Sanlúcar (1470–1474)
- Juan de Frías (1474–1485)

El 1483 el bisbat es trasllada a Las Palmas de Gran Canaria
- Fray Miguel López de la Serna (1486–1490)
- Diego de Muros (1496–1506)
- Pedro López de Ayala (1507–1513)
- Fernando Vázquez de Arce (1513–1520)
- Luis Cabeza de Vaca (1523–1530, nomenat bisbe de Salamanca)
- Pedro Fernández Manrique (1530–1530) nomenat bisbe de Ciudad Rodrigo)
- Juan de Salamanca, O.P. (1531–1538)
- Alonso Ruiz de Virués, O.S.B. (1538–1545)
- Antonio de la Cruz (1545–1550)
- Francisco de la Cerda Córdoba, O.P. (1551–1551)
- Melchor Cano, O.P. (1552–1554, dimite)
- Diego Deza Tello (1554–1566, nomenat bisbe de Coria)
- Bartolomé Torres (1566–1568)
- Juan de Arzolaras, O.S.H. (1568–1574)
- Cristóbal Vela Tavera (1574–1580) (nomenat arquebisbe de Burgos)
- Fernando Rueda (1580–1585)
- Fernando Suárez Figueroa (1587–1597) (nomenat bisbe de Zamora)
- Francisco Martínez de Cenicero (1597–1607) (nomenat bisbe de Cartagena)
- Francisco de Sosa, O.F.M. (1607–1613, nomenat bisbe d'Osma)
- Juan Nicolás Carriazo (1610–1611) (nomenat bisbe de Guadix)
- Lope Velasco Valdivieso (1611–1613)
- Antonio Corrionero (1614–1621, nomenat bisbe de Salamanca)
- Pedro Herrera Suárez, O.P. (1621–1622, nomenat bisbe de Tui)
- Juan Guzmán, O.F.M. (1622–1627) (nomenat arquebisbe de Tarragona)
- Cristóbal de la Cámara y Murga (1627–1635, nomenat bisbe de Salamanca)
- Francisco Sánchez Villanueva y Vega (1635–1658)
- Rodrigo Gutiérrez de Rozas (1651–1658)
- Juan de Toledo (1659–1665)
- Bartolomé García Jiménez (1665–1690)
- Bernardo de Vicuña Zuazo (1691–1705)
- Juan Ruiz Simón (1706–1712)
- Lucas Conejero Molina (1714–1724) (nomenat arquebisbe de Burgos)
- Félix Bernuy Zapata y Mendoza (1724–1730)
- Pedro Manuel Dávila Cárdenas (1731–1738) (nomenat bisbe de Plasència)
- Juan Francisco Guillén (1739–1751) (nomenat arquebisbe de Burgos)
- Valentín Moran Menéndez, O. de M. (1751–1761)
- Francisco Javier Delgado Benegas (1761–1768) (nomenat bisbe de Sigüenza)
- Juan Bautista Cervera, O.F.M. (1769–1777, nomenat bisbe de Cadis)
- Joaquín Herrera Bárcena, O.S.B. (1779–1783)
- Antonio Martínez de la Plaza (1785–1790, nomenat bisbe de Cadis)
- Antonio Tavira Almazán (1791–1796) (nomenat bisbe de Osma)
- Manuel Verdugo y Albiturría (1796–1818)

## Després de la creació de laDiòcesi de Sant Cristóbal de La Laguna
- Manuel Bernardo Morete Bodelón (1824–1825, nomenat bisbe d'Astorga)
- Fernando Cano Almirante, O.F.M. (1825–1826)
- Bernardo Martínez Carnero (1827–1833)
- Judas Tadeo José Romo y Gamboa (1834–1847, nomenat arquebisbe de Sevilla)
- Buenaventura Codina y Augerolas, C.M. (1847–1857)
- Joaquín Lluch y Garriga, O.C.D. (1858–1868, nomenat bisbe de Salamanca)
- José María Urquinaona y Bidot (1868–1878, nomenat bisbe de Barcelona)
- José Proceso Pozuelo y Herrero (1879–1890, nomenat bisbe de Segovia)
- José Cueto y Díez de la Maza, O.P. (1891–1908)
- Adolfo Pérez y Muñoz (1909–1913) (nomenat bisbe de Badajoz)
- Angel Marquina y Corrales (1913–1922) (nomenat bisbe de Guadix)
- Miguel de los Santos Serra y Sucarrats (1922–1936) (nomenat bisbe de Segorbe)
- Antonio Pildáin y Zapiáin (1936–1966)
- José Antonio Infantes Florido (1967–1978) (nomenat bisbe de Córdoba)
- Ramón Echarren Ystúriz (1978–2005)
- Francisco Cases Andreu (2005–...)